# Abies pindrow
Abies pindrow là một loài thực vật hạt trần trong họ Thông. Loài này được (Royle ex D.Don) Royle miêu tả khoa học đầu tiên năm 1836.